# Championnat de Somalie de football
Le championnat de Somalie de football a été créé en 1967.

## Palmarès
| Année                          | Champion                     |
| ------------------------------ | ---------------------------- |
| 1967                           | Somali Police (1)            |
| 1968                           | Hoga (1)                     |
| 1969                           | Lavori Publici (1)           |
| 1970                           | Lavori Publici (2)           |
| 1971                           | Lavori Publici (3)           |
| 1971-1972                      | Horseed Football Club (1)    |
| 1972-1973                      | Horseed Football Club (2)    |
| 1973-1974                      | Horseed Football Club (3)    |
| 1975                           | Mogadiscio Municipality (1)  |
| 1976-1977                      | Horseed Football Club (4)    |
| 1977-1978                      | Horseed Football Club (5)    |
| 1978-1979                      | Horseed Football Club (6)    |
| 1979-1980                      | Horseed Football Club (7)    |
| 1980-1981                      | Lavori Publici (4)           |
| 1982                           | Wagad (1)                    |
| 1983                           | National Printing Agency (1) |
| 1984                           | Marine Club (1)              |
| 1985                           | Wagad (1)                    |
| 1986                           | Mogadiscio Municipality (2)  |
| 1987                           | Wagad (2)                    |
| 1988                           | Wagad (3)                    |
| 1989                           | Mogadiscio Municipality (3)  |
| 1990                           | Gaadiidka (1)                |
| Non disputé entre 1991 et 1993 |                              |
| 1994                           | Morris Supplies (1)          |
| 1995                           | Alba FC (1)                  |
| Non disputé en 1996 et 1997    |                              |
| 1998                           | Ports Authority FC (1)       |
| 1999                           | Banaadir SC (4)              |
| 2000                           | Elman Football Club (1)      |
| 2001                           | Elman Football Club (2)      |
| 2002                           | Elman Football Club (3)      |
| 2003                           | Elman Football Club (4)      |
| 2004-2006                      | Banaadir SC (5)              |
| 2007                           | Ports Authority FC (2)       |
| 2008                           | Non disputé                  |
| 2008-2009                      | Banaadir SC (6)              |
| 2009-2010                      | Banaadir SC (7)              |
| 2011                           | Elman Football Club (5)      |
| 2012                           | Elman Football Club (6)      |
| 2013-2014                      | Banaadir SC (8)              |
| 2014-2015                      | Heegan Football Club         |
| 2015-2016                      | Banaadir SC (9)              |
| 2016-2017                      | Dekedaha FC (3)              |
| 2018                           | Dekedaha FC (4)              |
| 2019                           | Dekedaha FC (5)              |
| 2020                           | Mogadiscio City Club (10)    |
| 2021                           | Horseed Football Club (8)    |
| 2022                           | Gaadiidka FC (2)             |
| 2023-2024                      | Dekedaha FC (6)              |

## Bilan
| Club                                                          | Titres |
| ------------------------------------------------------------- | ------ |
| Mogadishu City Club (inclus Mogadishu Municipality, Banaadir) | 10     |
| Horseed FC                                                    | 8      |
| Elman FC                                                      | 6      |
| Dekedaha FC (includes Ports Authority)                        | 6      |
| Wagad                                                         | 4      |
| Jeenyo United (includes Lavori Pubblici)                      | 4      |
| Heegan (includes Somali Police)                               | 2      |
| Deledda FC                                                    | 1      |
| Alba                                                          | 1      |
| Merca New Supplies                                            | 1      |
| Gaadiidka                                                     | 1      |
| Marine Club                                                   | 1      |
| Printing Agency                                               | 1      |
| Hoga                                                          | 1      |